# Študentsko arheološko društvo
Študentsko arheološko društvo (kratica: ŠAD), Oddelka za Arheologijo, Filozofske fakultete Univerze v Ljubljani, je bilo ustanovljeno med šolskim letom 2003/2004 z namenom organiziranega povezovanja študentov arheologije tudi izven študijskih procesov, združevanje ob ekskurzijah, simpozijih in piknikih. Društvo teži tudi k pospeševanju raziskovalne dejavnosti med študenti, razvoju študija arheologije in izboljšanju pogojev študija, razvoju arheologije na vseh družbenih področjih, predvsem izboljšanje odnosa stroke do laične javnosti, sodelovanju z mednarodnimi, tujimi in domačimi študentskimi in profesionalnimi strokovnimi organizacijami, organizaciji dela in akcij, ki so v interesu članov društva in prispevajo k njegovem napredku in medsebojna pomoč. 1,2

Od samega začetka delovanja se društvo ukvarja tudi z založniško dejavnostjo, v okviru katere izdaja študentsko glasilo Profil. 3,4

## Zgodovina
Želja po organizaciji študentskih aktivnosti zunaj okvira študijskega procesa je bila med študenti prisotna vrsto let. Pobudo za ustanovitev društva je prevzela Vesna Pintarič, ki se je pozanimala o vseh potrebnih zakonih in predpisih za izpolnitev cilja. Ustanovna seja je bila 16.12.2003. Na seji se je obdelal predlog o ustanovitvi društva, sprejel se je statut, kateri nespremenjen velja še danes, določilo se je predstavnike društva in sprejelo prve člane. 5

V začetku naslednjega leta, je bilo društvo tudi uradno priznano in po registraciji na Upravnem organu imelo prvo uradno sejo 25.2.2004. 6

### Predsedniki društva:
2003-2007 Elena Leghissa

2007-2010 Blaž Orehek

2010-2012 Matej Školc

2012- 2014 Blaž Gutman
2014-2015 Peter Baškovič Lap
2015- xx Rok Ratej

### Podpredsedniki:
2003-2005 Manja Balek – Jurjevčič

2005-2006 Andrej Magdič

2006-2007 Helena Bešter

2007-2010 Gregor Meglič

2010-2012 Anja Ipavec

2012- 2014 Eva Bolha
2014-2015 Rok Ratej

### Tajniki:
2003-2005 Vesna Pintarič

2005      Tina Levičnik †

2005-2006 Nina Vošnjak

2007-2010 Špela Saje

2010-2012 Iva Jeannie Roš

2012- 2014 Črtomir Lorenčič
2014-2015 Kaja Pavletič

### Blagajniki:
2003-2005 Enej Filipidis

2005-2006 Vesna Pintarič

2006-2010 Gregor Babič

2010-2012 Sandra Pavković

2012- 2014 Aleš Grum
2014- 2015 Katarina Petak

## Revija Profil
ŠAD se trudi, da bi vsako leto izdal vsaj eno številko študentskega glasila Profil, v katerem so objavljeni članki študentov, opisi ekskurzij, piknikov in ostalih društvenih projektov. Hkrati si uredništvo prizadeva k temu, da bi študente spodbudilo k pisanju strokovnih mnenj in kritike. Objavi tudi bolje ocenjene seminarje in seminarske naloge. Prva številka je pod uredniškim očesom Helene Bešter izšla leta 2005. S pomočjo Saše Rudolf sta v naslednjem letu izšle kar 2 številki. Zadnja leta se je z uredništvom ukvarjala Manca Vinazza, ki z začetkom leta 2011 prepušča svoje delo Marku Djordjeviću, Marku Sraki in Seti Štuhec.

## Projekti
Od začetka svojega obstoja je društvo organiziralo ekskurzije po Sloveniji (Gorenjska, Tolmin, Most na Soči, Kranj, Ptuj), ekskurzije v tujino (Oglej, Monkodonja, Mušego, Pompeji, Rim, Toskana, Avstrijska Koroška), arheološke tabore (Ribnica, Prekmurje), tematska predavanja, simpoziji (Raziskovanje kultur Mezoamerike, Arheologija in javnost), mednarodne konference (Žužemberk, Bohinj), arheopiknike, spoznavne žure, izdalo 7 številk revije Profil in večkrat sodelovalo z Narodnim muzejem pri organizaciji Poletne muzejske noči. 7

Leta 2005 je David Badovinac uspel dobiti spletno domeno ter društvu postavil spletno stran. 8